# Ca' Tron
Ca' Tron és un palau de Venècia, situat al barri de Santa Croce, amb vistes al Gran Canal i situat entre el Palau Belloni Battagia i el Palau Duodo, a prop de San Stae. L'edifici és propietat de la Universitat IUAV de Venècia i acull la històrica Facultat d'Urbanisme i Planificació Territorial.

## Història

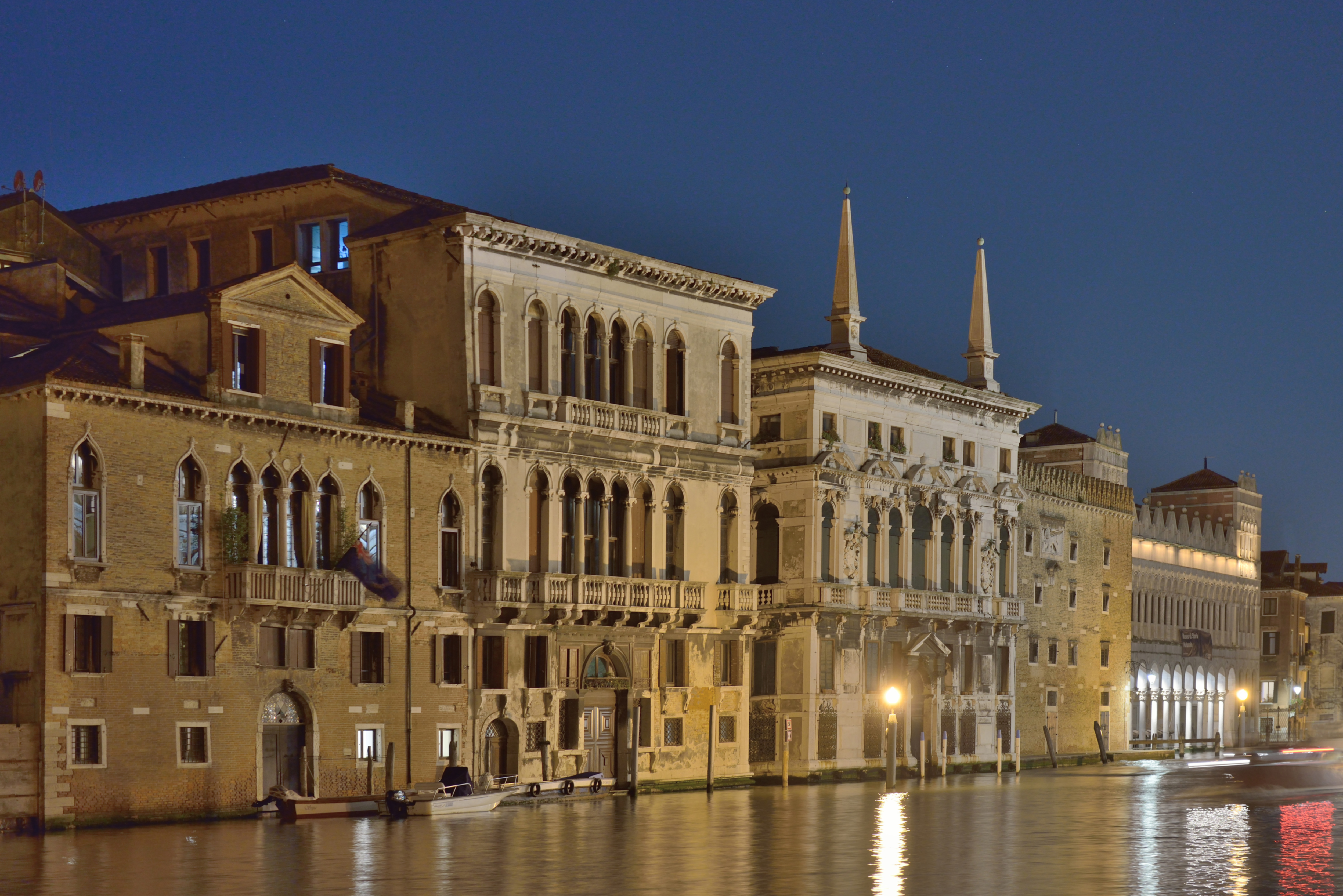
Ca'Tron construït al barri de Santa Croce, a la riba dreta del Gran Canal de Venècia.

Construït a la segona meitat del segle XVI, Ca' Tron és el resultat d'un projecte d'un artista anònim de l'escola Sansovino, per allotjar la família Tron, que hi va viure fins a la seva extinció (segle XIX). El palau va assolir el seu punt àlgid d'esplendor sota el noble Andrea Tron, que volia ampliar-lo amb dues ales laterals.Posteriorment, durant els segles XIX i principis del XX, Ca' Tron va patir una profunda decadència, amb nombrosos canvis de gestió, fins que el 1972 l'edifici es va convertir en la seu de l'IUAV de Venècia, que va dur a terme una important restauració.

## Descripció
L'edifici, la planta del qual té forma d'"U", consta d'una planta baixa, un entresol i dues plantes principals: aquestes últimes, a diferència de les primeres, tenen una superfície de pedra d'Ístria. La façana és asimètrica, amb el costat esquerre menys extens: el portal i les obertures centrals de les plantes principals es desplacen, per tant, a l'esquerra de l'eix.L'obertura de les plantes principals, dividida per cornises divisòries, està formada per vuit finestres d'arc de mig punt, amb les quatre centrals unides per formar una quadrifora.A la petita façana posterior de Ca' Tron, que dona al jardí amb un pou al centre, hi ha dues finestres pentafores d'arc de mig punt amb balustrades a les plantes principals, i una única obertura dividida per dues petites columnes a la planta baixa.A l'interior, el palau ha estat profundament remodelat, com a conseqüència de les diferents funcions que ha tingut durant els darrers dos segles, amb el consegüent deteriorament del patrimoni artístic; per aquest motiu, els frescos de Louis Dorigny i els estucs de l'interior no es troben en bon estat, malgrat les restauracions.